# Pyrrhia victorina
Pyrrhia victorina är en fjärilsart som beskrevs av Carl Heinrich Wilhelm Sodoffsky 1849. Pyrrhia victorina ingår i släktet Pyrrhia och familjen nattflyn. Inga underarter finns listade.